# ESC Clermont Business School
Az ESC Clermont Business School egy franciaországi felsőoktatási intézmény, amely az üzleti tudományok terén nyújt posztgraduális képzést. 1919-ben alapították. Egy campusa van, Clermont-Ferrand-ban.
2019-ben az ESC Clermont a Financial Times rangsora szerint a legjobb 95 európai üzleti iskola között szerepelt.
Az iskola programjai AMBA, EPAS és AACSB hármas akkreditációval rendelkeznek. Az intézmény legismertebb végzősei közé olyan személyiségek tartoznak, mint Jean-Pierre Caillard (a Groupe Centre-France La Montagne igazgatója) és Claude Wolff (Chamalières polgármestere).